# Us (sèrie de televisió)
Us (lit. ‘Nosaltres’) és una minisèrie de comèdia dramàtica de BBC One. Està composta de quatre capítols, basada en la novel·la homònima de David Nicholls i guionada pel mateix autor.
La sèrie està dirigida per Geoffrey Sax, protagonitzada per Tom Hollander i Saskia Reeves i compta amb música original composta per Oli Julian.

## Argument
Quan el seu fill Albie està a punt d'independitzar-se per a estudiar a la universitat, el matrimoni anglès de Douglas i Connie Petersen planifica el que ha de ser un viatge familiar inoblidable arreu d'Europa. Llavors la Connie, frustrada després de 24 anys com a parella, li diu al seu marit Douglas, un bioquímic extremadament inhibit, ordenat i prudent, que quan l'Albie se'n vagi vol posar fi a la relació. La sèrie segueix la família Petersen durant les vacances, durant les quals en Douglas prova de recuperar l'amor de la Connie. A més, s'alterna el temps present amb salts enrere que mostren com va començar i es va desenvolupar el lligam d'en Douglas i la Connie quan eren jóvens. Cap al final, el pare descobreix que l'Albie és gai, cosa que enforteix el seu vincle paternofilial.

## Repartiment
- Tom Hollander com a Douglas Petersen
- Saskia Reeves com a Connie Petersen
- Tom Taylor com a Albie Petersen
- Iain De Caestecker com a Douglas de jove
- Gina Bramhill com a Connie de jove
- Thaddea Graham com a Kat
- Sofie Gråbøl com a Freja
- Charlotte Spencer com a Karen Petersen
- Giuseppe Bonifati com a treballador de l'hotel

## Producció
La sèrie es va filmar entre el juliol i l'octubre del 2019. En comparació amb la novel·la, hi va haver una reducció del total de destinacions de la família per motius pressupostaris i logístics. Tot i això, es van contractar quatre equips de rodatge amb més de 162 platós a Londres, Buckinghamshire, París, Amsterdam, Venècia i Barcelona. També es van rodar algunes escenes a Vic i a la comarca del Maresme. Per motius econòmics, moltes escenes de trens es van filmar en temps real en trens reals.
La producció executiva va anar a càrrec de Greg Brenman, Roanna Benn, Tom Hollander, Hannah Pescod, Jo McClellan i David Nicholls. Les empreses productores darrere d'Us són BBC One, Drama Republic i Banstand Productions.

## Estrena
A partir de la seva primera emissió a la BBC el 20 de setembre del 2020, cada dilluns se'n va estrenar un capítol fins a tancar la primera temporada l'11 d'octubre del mateix any. Va ser distribuïda internacionalment per BBC Studios.

## Recepció
Al lloc web de ressenyes Rotten Tomatoes va rebre l'aprovat del 93 % a partir de 15 ressenyes i va obtenir una puntuació mitjana de 7,01/10. Metacritic, que utilitza una mitjana ponderada, va assignar-li una puntuació de 76/100 basant-se en 8 crítiques, que eren generalment favorables.
Davant la proposta d'una segona temporada, l'actor Tom Taylor va assegurar que seria possible sempre que fos amb el suport de l'audiència. Fins ara, no s'ha fet ni anunciat.